# Jörg Amann
Jörg Amann, auch Jörg Amman, Jörg Ammann oder Jörg Aman (* um 1450; † 1514/15) war Stadtarzt in Ravensburg und Esslingen am Neckar sowie Autor eines Pestbüchleins.

## Leben
Über Amanns Leben ist nur wenig bekannt. Unbekannt ist etwa, wo er seinen medizinischen Doktortitel erhalten hat. Von Dezember 1479 bis 1490 war er als Arzt in Ravensburg tätig. Etwa 150 Jahre nach dem Ausbruch der europäischen Pestpandemie erlebte Amann in Ravensburg um 1484 mindestens eine Pestepidemie. Damals starben der Abt und viele Chorherren des nahen Prämonstratenserklosters Weißenau.
Ab 1493 bemühte sich der Esslinger Stadtrat, Amann als Stadtarzt zu berufen, zumal die Stadt seit vielen Jahren keinen eigenen Stadtarzt mehr hatte. Briefwechsel zwischen Esslinger und Ravensburger Stellen zeigen, dass Amann zu dieser Zeit noch als Arzt in Ravensburg und Umgebung tätig gewesen sein muss. Der Weißenauer Abt, der Truchsess von Waldburg und der Graf von Montfort verwandten sich in Schreiben für das Bleiben Amanns in Ravensburg. Esslingen bestand jedoch auf der inzwischen mit Amann bereits ausgehandelten Bestellung (wohl auf Lebenszeit), und so trat Amann dort schließlich 1496 seine Stelle als Stadtarzt an.
In Ravensburg ist Dr. Jörg Aman 1497, 1503, 1506 und 1512 in Steuerbüchern genannt.

## Das Pestbüchlein von 1494

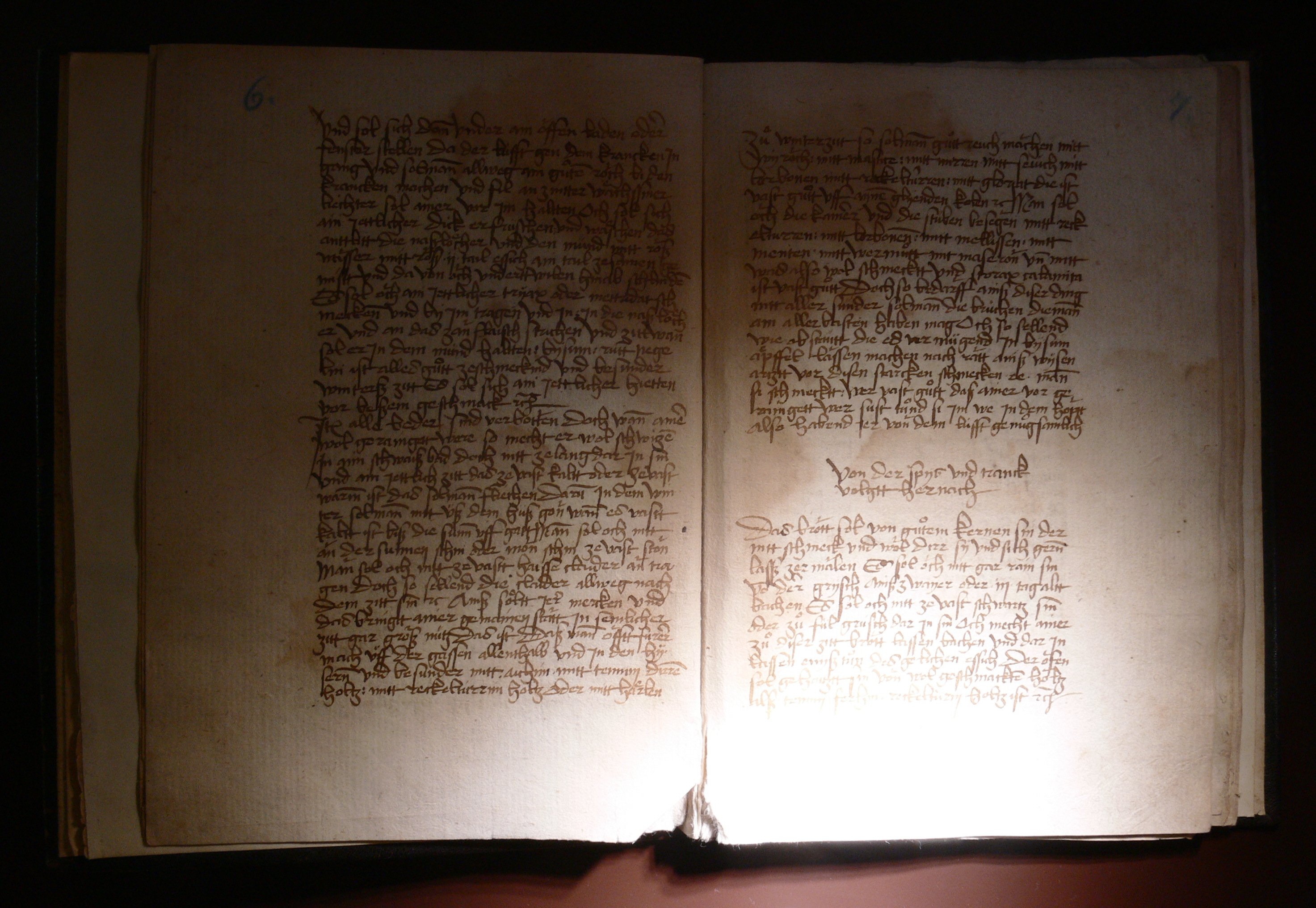
Das Pestbüchlein von 1494 (Museum Humpis-Quartier, Ravensburg)

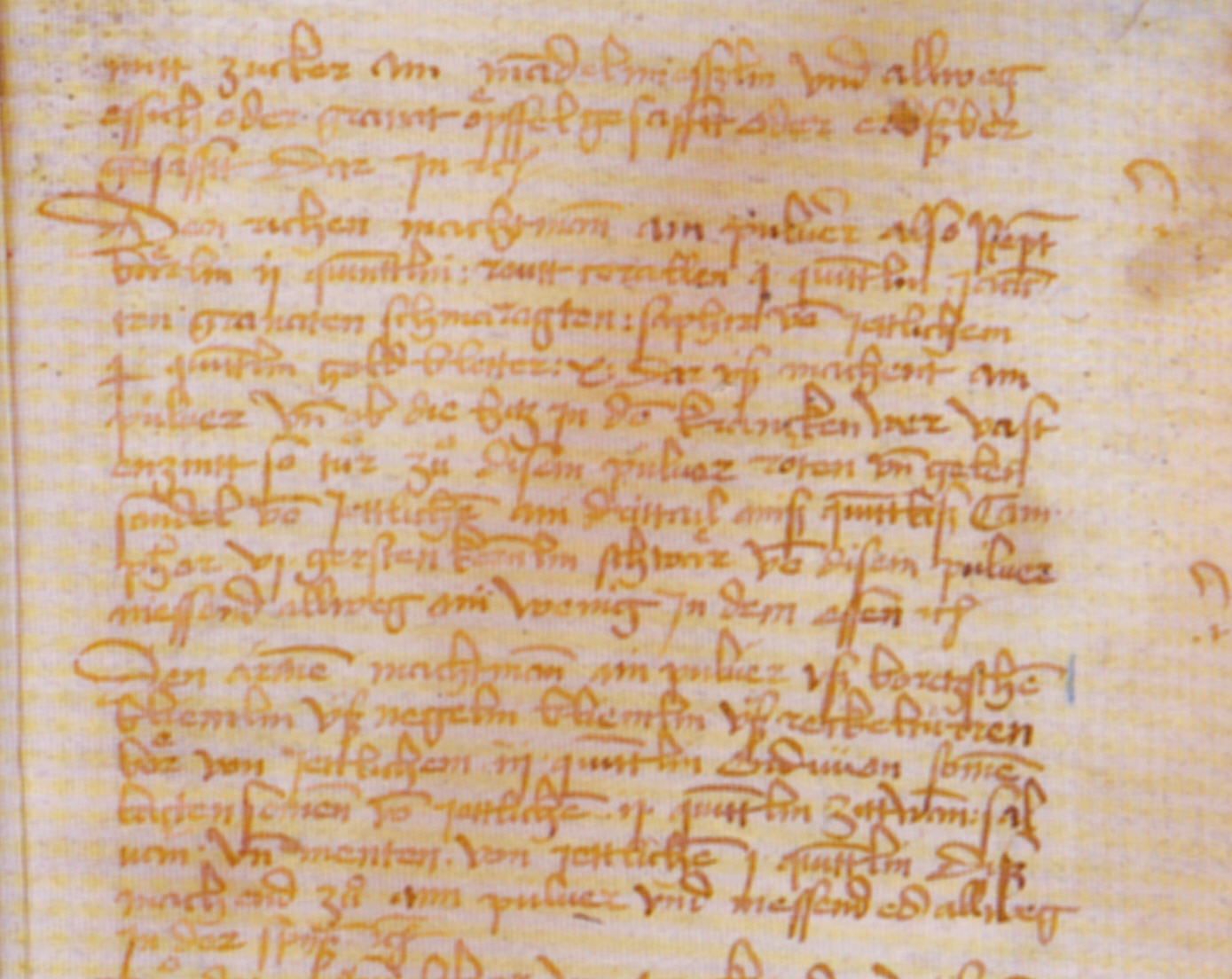
Ausschnitt aus dem Pestbüchlein

1494 schrieb Amann ein Pestbüchlein in deutscher Sprache. Die Wahl der Sprache legt nahe, dass die Handschrift nicht für Ärzte bestimmt, sondern für den Stadtrat oder einen reichen Bürger verfasst wurde. Der vollständige Titel des in niederalemannischem Dialekt verfassten Pestregimens lautet: Regimendt in Sterbens Löuffen Anno 1494, Jörg Ammann der Medizin Doctor zu Rauenspurg Besteltt worden. Das 16 × 21,2 cm große Manuskript befindet sich im Stadtarchiv Ravensburg (Signatur Bü 36 d).
Amann beschreibt, die Texte der (wie er selbst sagt) allergelehrtesten Ärzte übersetzend, in dem Büchlein die Symptome der Pest, Vorbeugungsmaßnahmen und Therapiemöglichkeiten. Zur Vorbeugung empfiehlt Amann, Granatapfelsaft und Wein zu trinken, böse, vergiftete Luft zu meiden, Kräuter im Haus auszustreuen und zu räuchern, dem Rasierwasser Desinfiziermittel beizugeben sowie regelmäßig zu baden und die Ader zu lassen. Für kräftigere Patienten beispielsweise rät er den damals standardmäßig eingesetzten Aderlass geradezu rabiat anzuwenden:
„Und wenn die adern groß sind und foll und der mensch rout und schön ist under der angesichtt und hatt sin leben volbracht mitt wöl essen und trincken und dar zu mit fil gearbaitt und ist nit über 60 iar, dann so hatt er fil bluotzß by im, den so sol mann im lassen bis das im gar noch onmechtig wird“.
Das Büchlein enthält darüber hinaus eine Beurteilung der Verträglichkeit zahlreicher Lebensmittel. Die vorbeugenden Mittel gliedert er nach solchen für reiche Patienten (etwa die kosmischen Kräfte von Perlen, Korallen, Edelsteinen und Goldplättchen, die die reichen Patriziergeschlechter etwa der Ravensburger Handelsgesellschaft sicher in genügendem Maß besaßen) und ärmere Patienten (Borretsch- und Nelkenblüten, Salbei, Minze, Wacholderbeeren u. a.).
Als Therapie nennt Amann das Ausbrennen oder Salben der Pestbeulen sowie das Verabreichen von Pillen aus Aloe, Safran und Myrrhe. Er lässt auch psychologische Aspekte nicht außer Acht und empfiehlt ein stets heiteres Gemüt, das der Patient oder die Patientin durch Musik, Lesen, Schmuck und schöne Kleidung erreichen soll.

## Weitere Texte
Als Rezeptautoren erscheinen Ammon, Georg und Hieronymus, Dr. med. de Eßlingen im Cod. Pal. lat. 1297 in Rom, Bibliotheca Apostolica Vaticana (laut Katalog von Schuba).

## Ausgabe
- Tobias Hafner: Geschichte der Stadt Ravensburg. Nach Quellen und Urkunden-Sammlungen. Ravensburg 1887, mit Edition des Pestbüchleins S. 379–392, Digitalisat